# David de la Cruz
David de la Cruz Melgarejo (Sabadell, provincia de Barcelona, España, 6 de mayo de 1989) es un ciclista español.
Debutó en 2010 en el equipo Caja Rural, y en 2013 emigró al alemán NetApp-Endura, equipo en el que permaneció hasta la temporada 2014. Para 2015 fichó por el Etixx-Quick Step, durante las temporadas de 2018 y 2019 formó parte del Sky/INEOS, en 2020 y 2021 militó en el UAE Team Emirates, en 2022 y 2023 en el Astana Qazaqstan Team y desde 2024 corre para el equipo Q36.5 Pro Cycling Team.

## Biografía
Debutó en 2010 con el Caja Rural.
Fue un gran gregario de Leopold König en la escuadra alemana del NetApp-Endura, equipo con el que corrió en 2013 y 2014. Con él como gregario, el checo consiguió dos Top10 tanto en la Vuelta a España 2013 como en el Tour de Francia 2014. Sin embargo, en ambos, David tuvo que abandonar, siendo recordado su abandono en el Tour debido a una fractura de clavícula producida por una caída cuando marchaba en una escapada.
En 2015 dio el salto al UCI WorldTeam fichando por el equipo Etixx-Quick Step, con el que consiguió mayor libertad.
En la Vuelta a España 2016 consiguió su primera victoria como profesional, al vencer merced a una fuga la novena etapa con final en el Naranco. A su vez se vistió con el maillot rojo de líder entre lágrimas. Perdió el maillot en la siguiente etapa con final en Lagos de Covadonga, aunque logró un meritorio 7.º puesto final en la general.
En 2017 compitió en la París-Niza, donde ganó la última etapa, en un sprint frente a su compatriota Alberto Contador. También participó en la Vuelta al País Vasco, donde ganó una etapa y se vistió de líder por un día, logrando al final el cuarto lugar en la clasificación general.

## Palmarés
2016
- 1 etapa de la Vuelta a España

2017
- 1 etapa de la París-Niza
- 1 etapa de la Vuelta al País Vasco

2018
- 1 etapa de la Vuelta a Andalucía
- 1 etapa de la París-Niza

2021
- 2.º en el Campeonato de España Contrarreloj

2024
- Campeonato de España Contrarreloj

2025
- 2.º en el Campeonato de España Contrarreloj

## Resultados en Grandes Vueltas y Campeonatos del Mundo
| Carrera              | Carrera              | 2010 | 2011 | 2012 | 2013 | 2014 | 2015 | 2016 | 2017 | 2018 | 2019 | 2020 | 2021 | 2022 | 2023 | 2024 | 2025 |
| -------------------- | -------------------- | ---- | ---- | ---- | ---- | ---- | ---- | ---- | ---- | ---- | ---- | ---- | ---- | ---- | ---- | ---- | ---- |
|                      | Giro de Italia       | —    | —    | —    | —    | —    | 34.º | Ab.  | —    | 56.º | —    | —    | —    | Ab.  | —    | —    | —    |
|                      | Tour de Francia      | —    | —    | —    | —    | Ab.  | —    | —    | —    | —    | —    | 72.º | —    | —    | Ab.  | —    | —    |
|                      | Vuelta a España      | —    | —    | —    | Ab.  | —    | Ab.  | 7.º  | Ab.  | 15.º | 66.º | 7.º  | 7.º  | 21.º | Ab.  | —    | —    |
| Mundial en Ruta      | Mundial en Ruta      | —    | —    | —    | —    | —    | —    | Ab.  | 70.º | 44.º | —    | Ab.  | —    | —    | —    | —    | —    |
| Mundial Contrarreloj | Mundial Contrarreloj | —    | —    | —    | —    | —    | —    | —    | —    | —    | —    | —    | —    | —    | —    | 25.º | —    |

—: no participa

Ab.: abandono

## Equipos
- Caja Rural (2010-2012)
- Team NetApp-Endura (2013-2014)
- Etixx-Quick Step (2015-2017)
  - Etixx-Quick Step (2015-2016)
  - Quick-Step Floors (2017)
- Sky/INEOS (2018-2019)
  - Team Sky (2018-04.2019)
  - Team INEOS (05.2019-12.2019)
- UAE Team Emirates[3] (2020-2021)
- Astana Qazaqstan Team (2022-2023)
- Q36.5 Pro Cycling Team (2024-)